# Rheumaptera montivagata
Rheumaptera montivagata är en fjärilsart som beskrevs av Philogène Auguste Joseph Duponchel 1831. Rheumaptera montivagata ingår i släktet Rheumaptera och familjen mätare. Inga underarter finns listade.